# AI (Computer)
AI, auch MIT-AI, später ai.ai.mit.edu war ein am Fachbereich für Künstliche Intelligenz des Massachusetts Institute of Technology eingesetzter PDP-10-Computer, auf dem das Betriebssystem ITS lief. Gleichzeitig wurde ITS auf dem Rechner auch entwickelt.
Bis zur Einstellung des Betriebs im Mai 1990 war AI ein zentraler Treffpunkt der frühen Hackergemeinschaft. Der Rechner war an das Arpanet (Adresse 2/6, später IP-Adresse 10.2.0.6) sowie das CHAOSnet (Adresse 2026) angebunden und erlaubte darüber jedermann den Zugriff als „Tourist“. Da ITS ursprünglich ganz ohne jegliche Sicherheitsmaßnahmen entworfen worden war, war eine Teilnahme mit vollem Zugriff auf alle Daten anfänglich durch schlichtes Verbinden mit dem Rechner über Telnet möglich. Später wurde auf Druck der Universitätsverwaltung hin ein Login-System eingebaut, das zur Benutzung des Rechners ein Benutzerkonto mit Passwort erforderte. Aus Protest setzten jedoch viele ihr eigenes Passwort auf die leere Eingabe.
Ein prominenter Benutzer von AI war Richard Stallman. Die Hackergemeinschaft rund um den Rechner und das ITS-Betriebssystem inspirierte ihn maßgeblich bei der Schaffung des GNU-Projekts.
Ein von AI inspirierter Computer kommt in dem Film Passwort: Swordfish vor.